# Lorenzo Fertitta
Lorenzo Joseph Fertitta es un empresario, ejecutivo de casino, emprendedor y promotor de deportes siciliano-estadounidense. Fertitta reside en Las Vegas con su mujer Teresa y sus tres hijos.
Es actual dueño de UFC junto con su hermano 

## Educación
Fertitta obtuvo una Licenciatura en Administración de Empresas por la Universidad de San Diego en 1991 y un MBA de la Escuela de Negocios Stern de la Universidad de Nueva York en 1993.